# Giovanni Paolo Maggini
Giovanni Paolo Maggini (ur. 1580 w Botticino w okolicy Brescii, zm. 1632) – lutnik włoski.

## Życiorys
Był uczniem Gasparo da Salò (1549 – 1609). Jego wczesne instrumenty wykazują znaczny wpływ mistrza.
Szczególnie cenione są jego altówki ze względu na ciemną, donośną barwę tonu. Jego instrumenty wyróżniają się silnie sklepionymi płytami.
Jego skrzypce o zwiększonych rozmiarach sprawiają kłopot solistom. Instrumenty z późniejszego okresu wykazują rosnący wpływ szkoły kremońskiej, także w staranności wykończenia. 
Giovanni Paolo Maggini zmarł w roku 1632 podczas epidemii dżumy.